# Vipio longicauda
Vipio longicauda är en stekelart som först beskrevs av Karl Henrik Boheman 1853.  Vipio longicauda ingår i släktet Vipio och familjen bracksteklar. Arten är reproducerande i Sverige.

## Underarter
Arten delas in i följande underarter:
- V. l. fahringeri
- V. l. nigrothoracalis
- V. l. minutus
- V. l. nigroscutellatus